# Phantasista/Dreamcasting
「Phantasista / Dreamcasting」（ファンタシスタ ドリームキャスティング）は、TAKUYA（CV：蒼井翔太）とYUMI（CV：新田恵海）の楽曲。桃井はるこが作詞・作曲を担当した。2015年3月25日にセガから発売、ブシロードミュージックから販売された。本作は、両A面シングルとなる。

## 背景とリリース
「Phantasista」と「Dreamcasting」は、『PSO』15周年記念プロジェクト第1弾として、2014年12月に青山劇場にて上演された舞台『ファンタシースターオンライン2-ON STAGE-』のために書き下ろされた楽曲で、主演のタクヤ役・蒼井翔太とユミ役・新田恵海が歌唱を担当。主題歌の「Phantasista」は疾走感あふれる楽曲、挿入歌の「Dreamcasting」はユミのアイドルらしさを全開で表現した楽曲となっている。「Phantasista」は2人のデュエットバージョン（ステージバージョン）に加えて、タクヤとユミのソロバージョンも収録される。初回特典として、蒼井、新田の「限定特製ブロマイド」1枚（全4種）が封入される。
「Phantasista」と「Dreamcasting」は、2015年11月23日にパシフィコ横浜にて開催された『PSO』シリーズ15周年記念コンサート「シンパシー2015」（『PSO』15周年記念プロジェクト第7弾）で披露された。
「Phantasista」は、本楽曲の作詞と作曲を担当した桃井はるこのカヴァーアルバム『Pink Hippo Album 〜セルフカバー・ベスト〜』にセルフカバー曲として収録された。

## メディアでの使用
Phantasista -stage ver.-
舞台『ファンタシースターオンライン2-ON STAGE-』主題歌。
Dreamcasting
舞台『ファンタシースターオンライン2-ON STAGE-』挿入歌。

## シングル収録曲
| 全作詞・作曲: 桃井はるこ。 |                                   |            |            |         |                                     |      |
| #                          | タイトル                          | 作詞       | 作曲・編曲 | 編曲    | 歌手                                | 時間 |
| 1.                         | 「Phantasista」(stage ver.)       | 桃井はるこ | 桃井はるこ | manzo   | TAKUYA（蒼井翔太)、YUMI（新田恵海） | 4:44 |
| 2.                         | 「Phantasista」(TAKUYA solo ver.) | 桃井はるこ | 桃井はるこ |         | TAKUYA（蒼井翔太)                   | 4:43 |
| 3.                         | 「Phantasista」(YUMI solo ver.)   | 桃井はるこ | 桃井はるこ |         | YUMI（新田恵海）                    | 4:43 |
| 4.                         | 「Dreamcasting」                  | 桃井はるこ | 桃井はるこ | Haraddy | YUMI（新田恵海）                    | 4:38 |
| 5.                         | 「Phantasista」(instrumental)     | 桃井はるこ | 桃井はるこ |         |                                     |      |
| 6.                         | 「Dreamcasting」(instrumental)    | 桃井はるこ | 桃井はるこ |         |                                     |      |